# Gälkhyttedammen
Gälkhyttedammen är en sjö i Nyköpings kommun i Södermanland och ingår i Kilaåns huvudavrinningsområde. Sjön har en area på 0,236 kvadratkilometer och ligger 55,1 meter över havet. Gälkhyttedammen ligger i Stora Bötet Natura 2000-område.
Gälkhyttedammen är skapad som hyttdamm för hyttan vid Gälkhyttan. Hyttan omtalas i dokument första gången 1551, men arkeologiska undersökningar har visat på medeltida aktivitet på platsen. Det är dock oklart om en hyttdamm funnits på samma plats sedan dess.

## Delavrinningsområde
Gälkhyttedammen ingår i det delavrinningsområde (651076-155846) som SMHI kallar för Mynnar i Kilaån. Medelhöjden är 55 meter över havet och ytan är 36,71 kvadratkilometer. Det finns inga avrinningsområden uppströms utan avrinningsområdet är högsta punkten. Fadabäcken som avvattnar avrinningsområdet har biflödesordning 2, vilket innebär att vattnet flödar genom totalt 2 vattendrag innan det når havet efter 10 kilometer. Avrinningsområdet består mestadels av skog (61 procent), öppen mark (10 procent) och jordbruk (22 procent). Avrinningsområdet har 0,47 kvadratkilometer vattenytor vilket ger det en sjöprocent på 1,3 procent.